# Foggia (província)
A província de Foggia é uma província italiana da região da Apúlia com cerca de 690 992 habitantes, densidade de 96 hab/km². Está dividida em 64 comunas, sendo a capital Foggia.
Faz fronteira a norte e a este com o Mar Adriático, a sudeste com a província de Bari, a sul com a região da Basilicata (província de Potenza), a sudoeste com a região da Campânia (província de Avellino e província de Benevento) e a oeste com a região do Molise (província de Campobasso).
Para chegar a Foggia partindo de Roma você pode pegar um trem na Estação Termini em Roma. Foggia é uma cidade utilizada também para chegar a San Giovanni Rotondo - Conhecida por ser a cidade do Pe. Pio e por isso recebe turista de todo o mundo. Em Foggia, em frente a estação de trem, há uma praça onde há o ponto de embarque e desembarque para San Giovanni Rotondo, onde existe o santuário dedicado ao famoso santo estigmatizado Padre Pio de Pietrelcina.